# Jeffrey Hoffstein
Jeffrey Ezra Hoffstein (né le 28 septembre 1953 à New York) est un mathématicien américain, spécialisé dans la théorie des nombres, les formes automorphes et la cryptographie.

## Formation et carrière
Hoffstein obtient un baccalauréat en 1974 de l'Université Cornell. Il obtient son doctorat en 1978 du Massachusetts Institute of Technology avec la thèse Class numbers of totally complex quadratic extensions of totally real fields sous la direction de Harold Stark. Hoffstein est post-doctorant à l'Institute for Advanced Study puis à l'Université de Cambridge. De 1980 à 1982, il est professeur adjoint à l'Université Brown. À partir de 1982, il est professeur adjoint puis professeur associé à l'Université de Rochester. Depuis 1989, il est professeur titulaire à l'Université Brown et il y est de 2009 à 2013 directeur du département de mathématiques.
Ses recherches utilisent des méthodes analytiques et algébriques pour étudier la série L des formes automorphes sur GL(n) et les corps de nombres. Avec des collègues, il développe de nouvelles techniques pour les séries de Dirichlet dans plusieurs variables complexes. Il est plusieurs fois chercheur invité à l'Institute for Advanced Study (1978/79, 1985, 1986/87). Au MSRI, au cours de l'année universitaire 1994/95, il initie des séminaires sur les fonctions automorphes. En 1984, il est boursier Fulbright. Il est professeur invité à l'Université du Texas à Austin au printemps 1984 et à l'Université de Göttingen à l'automne 1986. Il devient Fellow de l'American Mathematical Society dans la promotion 2019.
En 1996, Hoffstein, avec Jill Pipher, Joseph Silverman et Daniel Liemann (ancien doctorant de Hoffstein), fondent NTRU Cryptosystems, Inc. pour commercialiser leurs algorithmes cryptographiques, NTRUEncrypt et NTRUSign. NTRU Cryptosystems est acquis par Security Innovation en 2009.